# Светлана Порович Михайлович
Светлана Порович Михайлович (на сръбски: Светлана Поровић Михајловић) е сръбска писателка, романистка. Пише проза, есета, авторски статии, коментари и публикува в литературни периодични издания, списания и ежедневници. 

## Биография
Родена е на 1 юни 1959 година в Скопие, тогава във Федеративна народна република Югославия, днес в Северна Македония. На четиригодишна възраст се премества в Задар (Хърватия), а от 1966 година живее в Белград. Завършва началното училище „Вук Караджич“, Пета белградска гимназия и музикалното училище „Станкович“ (виолончелен отдел). Играе балет, както и в детски театрални трупи, пее в хор „Колибри“, хор на Дома на пионерите в Белград и тренира лека атлетика в Цървена звезда. 
След като завършва Строителния факултет в Белград в 1984 година, тя работи дълги години в сферата на дизайна. В началото на 90-те години на ΧΧ век се мести в ИТ сектора. В периода 1994 - 1995 година управлява компания за производство на ветеринарни изделия и оборудване. В 1996 година основава собствена компания, която се занимава и с независима телевизионна и видео продукция. След публикуването на втория си роман, се отдава изцяло на литературна и културна дейност. 
От средата на 90-те години на XX век активно сътрудничи на хората с увреждания, техните сдружения и организации. Участва в транскрипции на филми за незрящи. В периода 2009 - 2010 година година е координаторка на програмни дейности, авторка на множество програми и културни вечери в Работилницата за интеграция. В 2011 година заедно с група колеги художници стартира доброволно сдружение с нестопанска цел Културно дружество „Да творим заедно“. Тя е председателка на управителния съвет на дружеството от създаването му.
Членка е на редакционния съвет на „Сампарк Джърнъл ъф Глоубъл Ъндърстендинг“ (2007), Калкута (Индия). Живее в Белград, омъжена е и има две деца.
Авторка е на романи, номинирани за НИН-овата награда, наградата „Меша Селимович“, както за наградата „Женско перо“. Творбите ѝ са сред най-четените книги според Националната библиотека на Сърбия. Членка е на Сръбското книжовно дружество.

## Творчество

### Романи
- Слатки мирис дуда (1999, 2000, 2005)[3] ISBN 978-86-331-1663-3
- Последња тачка за кружницу (2001, 2002, 2004)[4] ISBN 978-86-331-1644-2
- Танго није дељив са три (2004). ISBN 978-86-331-1603-9

### Книги приказки
- На чајанки код Белог Зеца, (2006). ISBN 978-86-331-2913-8
- Тајна Јулијане Бељански, библиофилско издание на „Народна книга“, Библиотека „Траг“ (2008), ISBN 86-331-3359-3.

### Приказки
- Свађа, Кораци (книга 7-8, 2004)
- Плави коверат, Повеля (3/2004)
- Једно зимско јутро у Београду, Базар (7. октомври 2005.)
- Петлски арпеђо, Кораци (книга 1-2, 2006.)
- Муке око карактера, Новости (10. декември 2006)
- Закаснели плам, Новости (2. декември 2007)
- Погрешан џеп, Книжевни магазин (брой 121-123, юли-септември 2011)
- Нека те, жено!, Книжевни магазин (брой 147-140, септември-ноември 2013)

### Театрални представления
- Ходници жути, пурпурни, плави, под режисурата на Соня Вукичевич, (2009).[5]

### Радио-пиеси
- Пре подне једног петла, радио драма (2007)
- Бајке за лаку ноћ, „Звучна библиотека за деца“, Културно дружество „Да творим заедно“